# Santa Rosa de Alto Yanajanca (distrito)
O Distrito peruano de Santa Rosa de Alto Yanajanca é um dos cinco distritos que formam a Província de Marañón, situada na Região de Huánuco.

## Transporte
O distrito de Santa Rosa de Alto Yanajanca não é servido pelo sistema de estradas terrestres do Peru.